# 索朗仁增
索朗仁增（藏語：བསོད་ནམས་རིག་འཛིན་，威利转写：bsod nams rig dzin，1959年9月—），男，藏族，西藏仁布人，中华人民共和国政治人物，曾任中共西藏自治区党委统战部常务副部长，现任西藏自治区政协副主席。